# Johann Gottfried Schwanberger
Johann Gottfried Schwanberger, également appelé Johann Gottfried Schwanberg ou Johann Gottfried Schwanenberger, né le 28 décembre 1737 ou 1740 à Wolfenbüttel et mort le 29 mars ou le 5 avril 1804 à Brunswick, est un compositeur, claveciniste et chef d'orchestre allemand de la période classique.

## Biographie
Johann Gottfried Schwanberger naît à Wolfenbüttel, dans la principauté de Brunswick-Wolfenbüttel en Basse-Saxe, le 28 décembre 1737 ou 1740, selon les sources,,,,,,,,,,.
Durant sa jeunesse, l'opéra italien est très apprécié par les cours de Vienne, Dresde, Berlin, Stuttgart, Munich et surtout Brunswick. Très doué musicalement dès sa jeunesse, Schwanberger est fortement influencé par les opéras italiens entendus dans les salles de concert de Wolfenbüttel et de Brunswick, et il les prend comme des modèles auxquels il restera fidèle jusqu'au bout. Il prend également comme modèle Carl Heinrich Graun qui avait chanté avec beaucoup de succès en tant que ténor à Brunswick,,.
Schwanberger montre de telles dispositions pour la musique dans sa jeunesse que le duc de Brunswick lui accorde une pension pour aller étudier l'art en Italie,. Il se rend à Venise et y prend des leçons de contrepoint et de composition auprès du Napolitain Gaetano Latilla puis du Padouan Giacomo Giuseppe Saratelli, tous deux maître de chapelle de la basilique Saint-Marc de Venise,,,,,.
Johann Adolf Hasse, saxon comme lui, réside à cette époque à Venise, accueille le jeune musicien avec bienveillance et lui donne d'utiles conseils pour le diriger dans la composition dramatique : le célèbre maître saxon devient alors le modèle de Schwanberger,,,.
Après un séjour de six ans en Italie, Schwanberger revient à Brunswick où le duc le nomme aussitôt chef d'orchestre (maître de chapelle) de la cour,,,,,.
Dans les derniers temps de sa vie, le roi de Prusse Frédéric II, ne trouvant plus de maître de chapelle qui corresponde à ses souhaits, désire attacher Schwanberger à son service mais le duc de Brunswick ne souscrit pas à la demande du monarque et Schwanberger, fidèle à son bienfaiteur, reste à son service,.
Schwanberger, qui était également un claveciniste habile, compose jusqu'à ces derniers jours et meurt d'épuisement le 29 mars ou le 5 avril 1804, selon les sources,,,,,,,.

## Œuvre
Johann Gottfried Schwanberger a composé des symphonies, des cantates, des concertos pour piano, des sonates pour piano, des concertos pour violon ainsi que 12 opéras en italien écrits pour le théâtre de Brunswick dans le style de Johann Adolf Hasse,,,,,,, :
- 1762 : Adriano in Siria, drame en musique en 3 actes (1762, Brunswick, Grand théâtre de la cour)
- 1762 : Solimano, drame en musique en 3 actes (1762, Brunswick, Grand théâtre de la cour)
- 1763 : Ezio, drame en musique en 3 actes (1763, Brunswick, Grand théâtre de la cour)
- 1764 : Talestri, drame en musique en 3 actes (1764, Brunswick, Grand théâtre de la cour)
- 1765 : La Didone abbandonata, drame en musique en 3 actes (1765, Brunswick, Grand théâtre de la cour)
- 1766 : La Zenobia, drame en musique en 3 actes (1766, Brunswick, Grand théâtre de la cour)
- 1767 : L'Issipile, drame en musique en 3 actes (1767, Brunswick, Grand théâtre de la cour)
- 1768 : Antigono, drame en musique en 3 actes (1768, Brunswick, Grand théâtre de la cour)
- 1773 : Romeo e Giulia, drame en musique en 2 actes (probablement 1773)
- 1778 : Le isole fortunate, fête théâtrale en musique (probablement 1778, Brunswick, Grand théâtre de la cour)
- 1782 : L'Olimpiade, drame en musique en 3 actes (1782, Brunswick, Petit théâtre de la cour)
- 1790 : Il trionfo della Constanza, opéra tragi-comique en 3 actes (1790, Brunswick, Grand théâtre de la cour)
- Il Parnasso accusato e difeso

## Enregistrement
- Komponisten in Niedersachsen Vol. 2, œuvres d'August Pott, Ernst Frank, Johann Gottfried Schwanberger, Andreas Romberg et Hans von Bülow, par le Göttinger Symphonie Orchester, dir. Marc Andreae et Christian Simonis (Thorofon CTH 2414, 2000)

Cet enregistrement comprend l'ouverture de l'opéra Solimano de Schwanberger.